# Aéroport de Vavaʻu
L'aéroport international de Vavaʻu (code IATA : VAV • code OACI : NFTV), aussi connu comme Lupepauʻu, est un aéroport dans Vavaʻu, Tonga.
Vava u'est la principale plaque tournante du tourisme local. 

## Situation
L'aéroport est situé à 10 km au nord de la capitale Neiafu.
| Vavaʻu Fuaʻamotu Niuatoputapu ʻEua Lifuka Niuafoʻou |

## Compagnies aériennes et destinations
| Compagnies                       | Destinations                                              |
| -------------------------------- | --------------------------------------------------------- |
| Fiji Airways opéré par Fiji Link | En saison : Nadi                                          |
| Real Tonga                       | Lifuka, Haʻapai (en), Niuafoʻou, Niuatoputapu, Nuku'alofa |

Édité le 07/04/2018